# 金光不二夫
金光 不二夫（かねみつ ふじお、1927年3月5日 - 2000年2月19日）は、日本のロシア語翻訳家。
東京出身。1953年東京外国語大学ロシア語科卒。東京経済大学講師。自然科学系の翻訳を多くした。妻もロシア語学者の金光 節（セツ）。

## 共編著
- 『人間の歴史 猿から人間への100万年』（井尻正二, 新堀友行共著、理論社、私の大学・歴史の教室） 1956
- 『モスクワのテレビはなぜ火を噴くのか』（森本良男共編、築地書館） 1987

## 翻訳
- 『生命について』（オパーリン、新堀友行共訳、蒼樹社） 1955
- 『人間の起源』（グレーェフ、新堀友行共訳、岩崎書店、岩崎新書） 1956
- 『ソビエトの人工衛星・宇宙旅行』（岸田純之助, 袋一平共編訳、三一書房） 1957
- 『人工衛星』（A・シュテルンフェルト、岩波新書） 1958
- 『勇敢なマンコの冒険 青銅時代のあけぼの』（S・ピサーレフ、理論社） 1960
- 『現代の医学物語』（チマコフ, カンデリ編、理論社、みんな科学者） 1962
- 『人工太陽』（ゲー・ベー・アンフィロフ、誠文堂新光社、自然と科学） 1962
- 『星の海にふたりきりで 宇宙グループ飛行71時間』（ニコラエフ, ポポビッチ、訳編、朝日新聞社） 1962
- 『宇宙と生命 宇宙に生物は存在するか』（A・I・オパーリン, V・G・フェセンコフ、理論社、宇宙世紀セミナー） 1963
- 『人間の宇宙生活 宇宙医学の成果と課題』（V・ボリソフ, O・ゴルロフ、理論社、宇宙世紀セミナー） 1963
- 『宇宙空間の開発 米ソの記録と展望』（岸田純之助共訳編、築地書館） 1965
- 『エレクトロニクス物語』（エリ・クバルキン, イェ・レヴィーチン、訳編、東京図書、科学普及新書） 1965
- 『目と太陽 光と太陽と視覚について』（ヴァヴィロフ、東京図書、科学普及新書） 1966
- 『宇宙人! 応答せよ』（イ・エス・シクロフスキー、訳編、東京図書、科学普及新書） 1968
- 『おもしろい宇宙論』（ヴェ・エヌ・コマロフ、訳編、東京図書、科学普及新書） 1969
- 『人類の起原』（ユ・ゲ・レシェトフ、法政大学出版局、りぶらりあ選書） 1969
- 『世界を変える物理法則』（ヴェ・エル・ケレル、東京図書、科学普及新書） 1969
- 『二進法の秘密 電子計算機のABC』（ヴェ・カサトキン、東京図書、科学普及新書） 1969
- 『ミクロの世界の謎』（ヴェ・イ・マニコ、訳編、東京図書、科学普及新書） 1970
- 『地球とその未来』（ベ・リャプノフ、訳編、東京図書、科学普及新書） 1971
- 『ブラックボックスの秘密 脳と思考について』（グベルマン、訳編、東京図書、科学普及新書） 1971
- 『ルイセンコ学説の興亡 個人崇拝と生物学』（メドヴェジェフ、河出書房新社） 1971
- 『自然界の知恵 - 天敵 自然を守る動物の不思議』（I・ザヤンチコフスキー、白揚社） 1972
- 『ソビエト科学と自由』（ジョレス・A・メドヴェジェフ、タイムライフインターナショナル、タイムライフブックス） 1972
- 『生物たちの超能力 バイオニクスへの道』（リチネツキー、東京図書） 1973
- 『マルクスと技術論』（ア・ア・クージン、馬場政孝共訳、大月書店） 1973
- 『ランダウの生涯 ノーベル賞科学者の知と愛』（マイヤ・ベサラプ、東京図書） 1973
- 『科学・人間・組織』（カピッツア、みすず書房） 1974
- 『逆説の勝利 レーザーの開発と可能性』（ラドゥンスカヤ、東京図書） 1974
- 『現代科学技術革命論』（シュハルヂン編、山崎俊雄共訳、大月書店） 1974
- 『独立インドの労働者階級 翻訳資料』（L・A・ゴルドン, M・N・エゴロワ、アジア経済研究所） 1975
- 『面白い量子力学』（L・I・ポノマリョフ、白揚社） 1976
- 『消えた大陸 甦るアトランティスの謎』（レザーノフ、東京図書） 1976
- 『動物たちの超感覚 その感覚と行動の秘密』（ザヤンチコフスキー、東京図書） 1976
- 『おもしろい古生物の世界』（マラホフ、東京図書） 1977
- 『相対性理論入門』増補新版（エリ・デ・ランダウ, ユ・ベ・ルメル, ア・イ・ジューコフ、鳥居一雄, 広重徹共訳、東京図書） 1977
- 『地球時計』（A・オレイニコフ、講談社現代新書） 1977
- 『宇宙人と古代人の謎』（A・カザンツェフ他、訳編、文一総合出版、自然界の驚異シリーズ） 1978
- 『おもしろい心理学 夢、テレパシー、錯覚』（プラトノフ、東京図書） 1978
- 『古代文明のパラドクス』（A・コンドラトフ他、訳編、文一総合出版、自然界の驚異シリーズ） 1978
- 『熱力学の話 温度からエントロピーへ』（クリチェフスキー, ペトリャノフ、東京図書） 1978
- 『マンモスと恐竜の世紀』（ロシキン他、訳編、文一総合出版、自然界の驚異シリーズ） 1978
- 『おもしろい生化学』（ロマンツェフ、東京図書） 1979
- 『百万人の量子力学』（V・I・ルィドニク、文一総合出版） 1979
- 『バイオリズム その原理と応用』（L・クピリヤノヴィッチ、講談社現代新書） 1980
- 『おもしろい遺伝学ABC』（ルーチニク、東京図書） 1981
- 『おもしろい親と子の遺伝学 ぼくはなぜパパに似ているか』（ルーチニク、東京図書） 1981
- 『おもしろい生物工学』（リチネツキー、東京図書） 1981
- 『現世淡水魚類相の起源 第四紀の大規模海面変動仮説』（ゲ・ウ・リンドベルグ、新堀友行共訳、東海大学出版会） 1981
- 『マンモスはなぜ絶滅したか』（ヴェレシチャーギン、東海大学出版会、東海科学選書） 1981
- 『身近な遺伝学』（タラセンコ, ルシャーノワ、東京図書） 1981
- 『身近な大脳生理学』（グベルマン、東京図書） 1981
- 『おもしろい心臓の生理学』（シヴァリョフ、阿部光伸共訳、東京図書） 1982
- 『記憶力をよくする』（L・I・クピリヤノヴィッチ、講談社現代新書） 1982
- 『中学生のIQテスト』（ルッターヨハン、岩片靖共訳、東京図書） 1983
- 『天災を予知する生物学』（I・B・リティネツキー、文一総合出版、自然界の驚異シリーズ） 1983
- 『超心理と現代自然科学』（A・P・ドゥブロフ, V・N・プーシキン、講談社） 1985
- 『ノアの大洪水 神話か事実か』（A・コンドラトフ、社会思想社、現代教養文庫） 1985
- 『マンモスの骨でつくった楽器 旧石器人の生活と芸術』（S・N・ビビコフ、新堀友行共訳、築地書館） 1985
- 『X線のはなし』（P・ブラソフ、進藤加奈子共訳、共立出版） 1986
- 『世界技術史 太古から産業革命まで』（ソ連科学アカデミー編、共訳、大月書店） 1986
- 『暗示の話 心と体のコントロール』（M・L・リネツキー、山田泰彦共訳、文一総合出版、自然界の驚異シリーズ） 1987
- 『石棺 チェルノブイリの黙示録』（ウラジーミル・グーバレフ、リベルタ出版） 1987
- 『マルハナバチの謎 ハリフマンの昆虫ウオッチング・社会性昆虫記』（ヨシフ・ハリフマン、金光節共訳、理論社） 1989
- 『サハロフ回想録』（木村晃三共訳、読売新聞社） 1990、のち中公文庫
- 『人間社会の起源』（ユ・イ・セミョーノフ、新堀友行共訳、築地書館） 1991
- 『古生物学者の回想 マンモス象を追って60年』（ヴェレシチャーギン、新堀友行共訳、東海大学出版会） 1993
- 『ベーリング大陸の謎 極北のコロンブスたち』（A・コンドラトフ、新堀友行共訳、社会思想社、現代教養文庫） 1994

### M・ワシリエフ
- 『宇宙船の旅 空飛ぶ実験室』（M・ワシリエフ、共立出版） 1957
- 『二十一世紀からの報告 ソ連の科学は予言する』（M・ワシリエフ, S・グウシチェフ、光文社） 1959
- 『宇宙と新しい物理学』（エム・ワシリエフ, カ・スタニュコビッチ、東京図書、科学普及新書） 1963
- 『人間は宇宙へ飛び出す』（ワシリエフ、訳編、東京図書、科学普及新書） 1969
- 『重力と相対性理論』（エム・ワシリエフ,カ・スタニュコヴィチ、訳編、東京図書、科学普及新書） 1970

### クルシャンツエフ
- 『宇宙飛行あんない』（クルシャンツエフ、訳編、理論社、おもしろいこども宇宙記） 1969
- 『星空をたずねよう』（クルシャンツエフ、訳編、理論社、おもしろいこども宇宙記） 1969
- 『火星人のついせき』（クルシャンツエフ、訳編、理論社、おもしろいこども宇宙記） 1970
- 『月世界のたんけん』（クルシャンツエフ、訳編、理論社、おもしろいこども宇宙記） 1970

### ペレリマン
- 『おもしろい物理』（ペレリマン、東京図書） 1979
- 『おもしろい身近な物理』（ペレリマン、東京図書、ペレリマンの科学の家） 1979
- 『おもしろい計算術』正・続（ペレリマン、東京図書） 1980
- 『おもしろい図形の話』正・続（ペレリマン、東京図書） 1980
- 『おもしろい物理の教室』（ペレリマン、東京図書） 1980
- 『幾何のはなし』（ペレリマン、東京図書、ペレリマンの科学の家） 1987
- 『数のはなし』（ペレリマン、東京図書、ペレリマンの科学の家） 1987
- 『物理のはなし』（ペレリマン、東京図書、ペレリマンの科学の家） 1987

### V・メゼンツェフ
- 『自然の中に奇跡はあるか』（メゼンツェフ、藤川健治共訳編、社会思想社、現代教養文庫） 1976
- 『生物界の奇跡 奇跡の百科』（メゼンツェフ、東京図書） 1977
- 『テレパシーの科学』（V・メゼンツェフ他、訳編、文一総合出版、自然界の驚異シリーズ） 1978

### ボリス・セルゲーエフ
- 『おもしろい生理学』（セルゲーエフ、東京図書） 1980
- 『おもしろい生物の超能力』（セルゲーエフ、東京図書） 1982
- 『脳のはなし』（ボリス・セルゲーエフ、東京図書） 1990

### I・I・アキムシキン
- 『おもしろいからだの生理学』（アキムシキン、東京図書） 1982
- 『おもしろい生物学ABC』（アキムシキン、東京図書） 1982
- 『失われた古生物たち』（I・I・アキムシキン、文一総合出版、自然界の驚異シリーズ） 1985

## 参考
- 『おもしろい図形の話』（訳者紹介）
- 読売新聞訃報